# Leuwiseeng
Leuwiseeng is een bestuurslaag in het regentschap Majalengka van de provincie West-Java, Indonesië. Leuwiseeng telt 4196 inwoners (volkstelling 2010).